# Twilight Time
Twilight Time is een heruitgave van het Stratovarius-album Stratovarius II en werd in 1992 uitgebracht door Noise Records.

## Nummers
1. Break The Ice - 4:39
2. The Hands Of Time - 5:34
3. Madness Strikes At Midnight - 7:18
4. Metal Frenzy - 2:18
5. Twilight Time - 5:49
6. The Hills Have Eyes - 6:18
7. Out Of The Shadows - 4:07
8. Lead Us Into The Light - 5:45

## Bezetting
- Timo Tolkki - zanger, gitarist
- Jari Behm - bassist (staat enkel in de credits, heeft niet gespeeld op het album)
- Antti Ikonen - keyboardspeler
- Tuomo Lassila - drummer